# Спрага (фільм, 1949)
«Спрага» (швед. Törst) — шведський драматичний фільм 1949 року, поставлений режисером Інгмаром Бергманом за новелами акторки Біргіт Тенгрут, яка також зіграла у фільмі роль Віоли.

## Сюжет
Базель, 1946 рік. Бертіл і Рут, шведські туристи-молодожони, що їдуть додому з Сицилії, прокидаються в готельному номері. Рут згадує свого колишнього коханця Рауля, з яким розлучилася до весілля. Одного разу, гуляючи по острову, вона дізналася, що він одружений і в нього троє дітей. Його дружина несподівано прийшла до неї додому з інспекцією. Рауль, захоплений зненацька, анітрохи не зніяковів: «Здоровому чоловікові, — сказав він, — потрібні дві жінки. Більше — це вже розпуста». Він кинув Рут, коли та була вагітною. Вона зробила аборт і відтоді боїться, що не зможе більше мати дітей. Вона будить чоловіка, що заснув. відбуваються дрібні сварки через гроші, колишні зв'язки або зовсім без приводу. Бертіл, державний службовець, який збирає старовинні монети, робить висновок: «Досконалий союз неможливий. Чоловіків і жінок розділяє цілий світ зліз». Вони сідають у потяг і їдуть до Стокгольма. Там вони проживуть два дні під час свята святого Йоанна. З волі випадку вони стикаються ніс до носа з Раулем і його дружиною: ті сидять в потягу, що зупинився навпроти їхніх вікон. Рут докоряє Бертіла тим, що в нього колись був зв'язок (нині розірваний) з Віолою, вдовою та її колишньою подругою.
На іншому кінці Європи Віола, яка колись перехворіла менінгітом, а тепер страждає від неврозів, приходить до психіатра-шарлатана. Той хоче насильно добитися її кохання й погрожує, що вона остаточно зійде з глузду, якщо перерве курс лікування. У замішанні вона втікає з його кабінету. За вікном потягу проносяться сумні та зруйновані пейзажі Німеччини, понівеченої бомбардуваннями. На зупинках люди навперебій добуваються у відчинені двері потягу, щоб вимолити у пасажирів їжі. Як і всі жінки, Рут хоче, щоб її любили й захоплювалися її красою. Її нав'язливо переслідує думка про безпліддя. Вона влаштовує скандали чоловікові, постійно говорить — аби не залишитися в тиші. Бертіл признається, що йому набридло грати роль медсестри при дружині-істеричці. Рут згадує, як училася танцям, як танцювала в мюзик-холі. Їй цікаво, що стало з Вальборг, її подругою, одержимою думками про свободу. На пустинній стокгольмській вулиці Віола зустрічає Вальборг і розповідає їй про свої прикрощі, про те, що втратила всіляку силу волі. Вальборг запрошує її додому і, мало цікавлячись її одкровеннями, недвозначним чином до неї залицяється. Віола з жахом втікає та через деякий час йде топитися. У потягу Бертіль зізнається дружині, що уві сні вбив її. Йому легшає від того, що це був лише сон. Подружжя кидається один одному в обійми.

## У ролях
| • Ева Геннінг                    | … | Рут                         |
| • Біргер Мальмстен               | … | Бертіль                     |
| • Біргіт Тенгрут                 | … | Віола                       |
| • Мімі Нельсон                   | … | Вальборг                    |
| • Гассе Екман                    | … | лікар Русенгрен             |
| • Бенгг Еклюнд                   | … | Рауль                       |
| • Габі Стенберг                  | … | Астрід                      |
| • Найма Віфстранд                | … | фрекен Генрікссон           |
| • Свен-Ерік Гамбле               | … | робітник скляної майстерні  |
| • Гуннар Нільсен                 | … | помічник лікаря             |
| • Естрід Гессе                   | … | пацієнт                     |
| • Хельге Гагерман, Калле Флюгаре | … | священики                   |
| • Моніка В'єнсерль               | … | маленька дівчинка в потягу  |
| • Вернер Арпе                    | … | кондуктор-німець            |
| • Ельсе Мерете Гейберг           | … | норвежка в потягу           |
| • Сіф Рууд                       | … | балакуча вдова на кладовищі |

## Знімальна група
- Автор сценарію — Герберт Гревеніус (за збіркою новел Біргіт Тенгрут 1948 року)
- Режисер-постановник — Інгмар Бергман
- Продюсер — Гельґ Гагерман
- Оператор — Гуннар Фішер
- Композитор — Ерік Нордгрен
- Монтаж — Оскар Русандер
- Художник-постановник — Нільс Свенвалль
- Хореограф — Еллен Бергман